# 지방도 제816호선
지방도 제816호선은 전북특별자치도 고창군 대산면에 있는 전라남도의 지방도이다.
1984년에는 노선명이 '영광 ~ 담양선'이라 하여 영광군 영광군 대마면 원흥리에서 광산군 비아면 쌍암리까지 이어지는 지방도였다. 1988년 1월 1일 광산군이 광주직할시에 편입됨에 따라 1989년 4월 19일 광산군 지역이 지방도 노선 지정에서 해제되고 종점이 장성군 동화면 월산리로 단축되었다. 이후 1995년 노선 재지정을 통해 종점이 장성군 황룡면 월평리로 변경되었다가 2003년 장성군 황룡면 ~ 북이면 구간이 연장되어 '대마 ~ 북이선'이 되었다. 
2007년 건설교통부의 단구간 지방도 노선 조정에 의해 폐지되었으며, 대부분 구간은 지방도 제734호선에 통합되었다. 하지만 전북특별자치도 관리 구간은 지방도 지정이 해제되지 않고 도로현황조서에 계속 표기되고 있다.

## 연혁
- 1984년 9월 18일 : 도로 확포장공사를 위해 영광군 대마면 원흥리 ~ 광산군 비아면 쌍암리 34.284km 구간 도로구역 변경[1]
- 1985년 12월 23일 : 기점을 '영광군 대마면 원흥리', 종점을 '광산군 비아면 쌍암리'로 명시하고 도로개량이 완료된 영광군 대마면 원흥리 ~ 월산리 3.0km 구간과 장성군 삼계면 사창리 457m 구간, 광산군 임곡면 임곡리 417m 구간 도로예정지 해제[2]
- 1987년 1월 22일 : 장성군 삼계면 내계리 ~ 주산리 547m 구간과 장성군 동화면 월산리 ~ 광산군 임곡면 임곡리 600m 구간, 영광군 대마면 원흥리 ~ 월산리 2.976km 구간 도로예정지 해제[3]
- 1988년 1월 4일 : 1988년 11월까지 도로 확포장 공사를 위해 영광군 대마면 지석리 ~ 장성군 삼계면 내계리 10.496km 구간 도로구역 결정[4]
- 1989년 1월 6일 : 영광군 대마면 원흥리 ~ 장성군 삼계면 사창리 15.15km 구간 도로예정지 해제[5]
- 1989년 4월 19일 : 광산군의 광주직할시 편입으로 인해 종점이 광산군 비아면 상암리에서 장성군 동화면 월산리로 노선 단축. 이에 따라 총 연장이 37.719km에서 23.623km로 감소함.[6]
- 1989년 6월 12일 : 1992년 3월까지 사창 ~ 임곡간 도로(장성군 삼계면 사창리 ~ 동화면 월산리) 8.036km 구간 확포장공사 계획을 공고[7][8]
- 1994년 7월 4일 : 1995년까지 사창 ~ 화산간 도로(장성군 삼계면 주산리 ~ 화산리) 확포장공사를 위해 3.74km 구간 도로구역 변경[9]
- 1995년 12월 8일 : 기존 노선을 폐지하고 기점을 '영광군 대마면 원흥리', 종점을 '장성군 황룡면 월평리'로 하여 30.6km 구간을 지방도 제816호선 '영광 ~ 장성선'으로 새로 지정[10]
- 1996년 8월 5일 : 1997년 6월까지 월산 위험도로 1공구(영광군 대마면 월산리) 455m 구간을 440m로, 2공구(영광군 대마면 성산리) 270m 구간을 260m로 도로구역 변경[11]
- 1996년 12월 9일 : 1997년 12월까지 홍정교(장성군 동화면 구룡리 ~ 삼서면 홍정리) 개축공사를 위해 920m 구간 도로구역 변경[12]
- 2003년 3월 27일 : 종점을 장성군 황룡면 월평리에서 '장성군 북이면 사거리'로 연장함. 이에 따라 노선명을 '영광 ~ 장성선'에서 '대마 ~ 북이선'으로 변경하고 총 연장 49.3km가 됨.[13]
- 2005년 7월 5일 : 2009년 12월까지 월평지구(장성군 황룡면 옥정리) 개량공사를 위해 2.54km 구간 도로구역 변경[14]
- 2007년 1월 5일 : 단구간 지방도 노선 조정으로 인해 지방도 제734호선에 통합 및 폐지[15]

## 노선
이 도로는 전북특별자치도 고창군 대산면 지석리 구간에만 남아 있으나, 실제로는 지방도 제734호선의 일부 구간이다.

## 과거 노선
2007년 도로현황조서 기준 전라남도 구간 노선은 다음과 같았으며 명칭은 "대마 ~ 북이선"이었다. 본래 노선은 전라남도 영광군 대마면 원흥리에서 시작해 장성군 북이면 사거리까지 이어졌으며 총 연장 49.3km였다. 현재 해당구간은 지방도 제734호선으로 확인된다.
- 영광군
  - 대마면 원흥리 - 월산리

- 고창군
  - 대산면 지석리

- 영광군
  - 대마면 복평리 - 성산리

- 장성군
  - 삼계면 부성리 - 주산리 (국도 제24호선과 분기)
  - 삼서면 두월리 - 홍정리
  - 동화면 구룡리 - 월산리

- 광주광역시
  - 광산구 임곡동

- 장성군
  - 황룡면 옥정리 - 월평리 (국도 제24호선과 분기)
  - 장성읍 영천리
  - 서삼면 송현리
  - 북일면 신흥리 (지방도 제898호선과 중복) - 박산리
  - 북이면 조양리 - 사거리